# ユッシ・ビョルリング

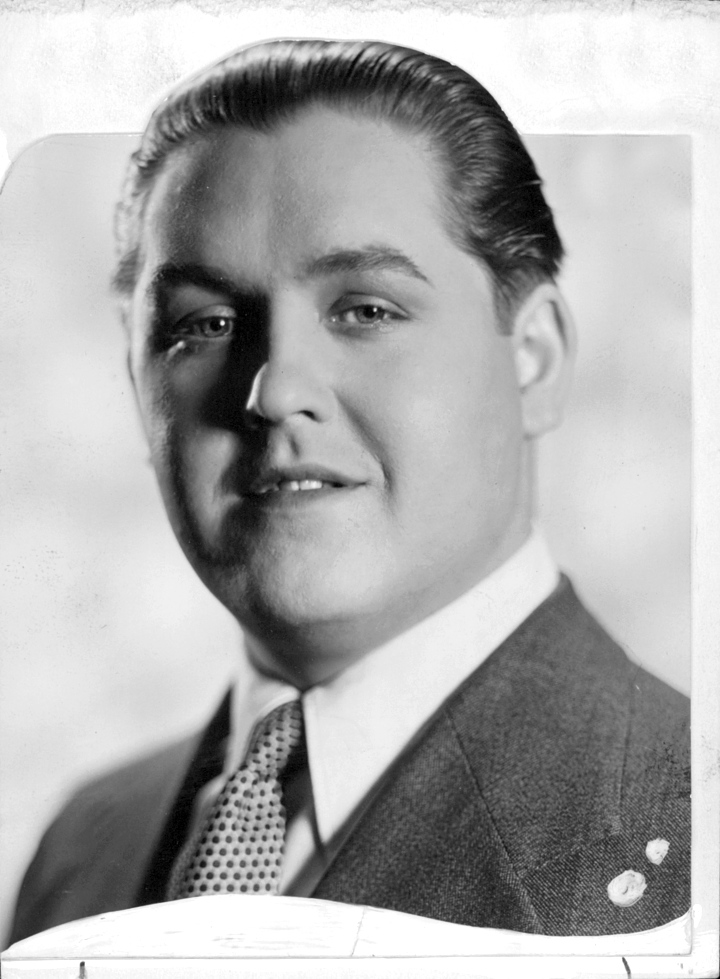
ユッシ・ビョルリング (1938年)

ユッシ・ビョルリング（Johan Jonathan "Jussi" Björling, 1911年2月5日 - 1960年9月9日）は、スウェーデン出身のテノール歌手。独特の品格、澄んだ透明感、また輝かしさもそなえた美声で広く知られた。

## 生涯
テノール歌手を父として生まれ、父を最初の師として音楽教育を受ける。6歳の時に父、そして2人の兄と共に「ビョルリング男声四重唱団」を結成してボーイソプラノとして演奏活動を展開、アメリカでも演奏旅行を行なった。初録音は8歳の時。1928年、ストックホルム王立音楽院に入学、1930年同地の王立歌劇場で正式デビュー（役はドン・オッターヴィオ／モーツァルト作曲『ドン・ジョヴァンニ』）。同劇場所属の時代に再び活発な録音活動を行なって、世界的に評判を高めていく。
1936年、ウィーン国立歌劇場とザルツブルク音楽祭にデビュー。更に38年、アメリカ・メトロポリタン歌劇場（通称メト）に、ロドルフォ（プッチーニ作曲『ラ・ボエーム』）を歌ってデビュー。国際的名声を確固たるものとし、その後欧米で活発な活動を展開するに至る。その中でも特にメトとのつながりは深く、59年までメトの看板テノールとして活躍した。
録音では、第二次世界大戦後、LPレコード（1948年発売）が普及期に入ると、長時間収録が可能なLPの特長を生かすためもあって、レコード各社で歌劇全曲録音が本格化、ビョルリングは、メトで活躍する歌手たちを起用して歌劇録音に乗り出したRCAビクターに招かれ、52年の『イル・トロヴァトーレ』を皮切りに多くの全曲録音に参加している。
レパートリーはヴェルディ、プッチーニの諸作品、そして柔らかな美声でグノーの『ファウスト』などフランス・オペラにも適性を示した。またカニオ（レオンカヴァッロ作曲『道化師』）やトゥリッドゥ（マスカーニ作曲『カヴァレリア・ルスティカーナ』）などヴェリズモ・オペラもレパートリーとしており、軽やかなリリコ系諸役から重厚なスピント系諸役までをしなやかに歌いあげた名テノールであった。
1960年3月、コヴェントガーデン（ロンドン）での公演直前に心臓発作で倒れる（大の酒好きであったことも遠因のひとつといわれる）。なんとか一命を取りとめ、心肥大の状態ながら録音に参加するなど、回復に努めていたが、同年9月、心筋症のためストックホルム郊外のシアロ島のサマーハウスにて死去。49歳没。ステレオ録音本格化時代に入り、録音での更なる活躍も期待された矢先だった。

## 出演オペラ
- 『ラ・ボエーム』ロドルフォ[1]
- 『イル・トロヴァトーレ』マンリーコ[2]
- 『ファウスト』ファウスト[3]
- 『リゴレット』マントヴァ公爵[4]
- 『仮面舞踏会』リッカルド[5]
- 『トスカ』カヴァラドッシ[6]
- 『ロメオとジュリエット』ロメオ[7]
- 『カヴァレリア・ルスティカーナ』トゥリッドゥ[8]
- 『マノン・レスコー』デ・グリュー[9]
- 『ドン・カルロ』ドン・カルロ[10]

## ディスコグラフィ

### オペラ全曲
- 『イル・トロヴァトーレ』（1952年、RCAビクター）レナート・チェリーニ指揮RCAビクター管弦楽団演奏：ジンカ・ミラノフ（レオノーラ）、ビョルリング（マンリーコ）、レナード・ウォーレン（ルーナ伯爵）、フェドーラ・バルビエーリ（イタリア語版）（アズチェーナ）
- 『カヴァレリア・ルスティカーナ』（1953年、RCAビクター）レナート・チェリーニ指揮RCAビクター管弦楽団演奏：ジンカ・ミラノフ（サントゥッツァ）、ビョルリング（トゥリッドゥ）、ロバート・メリル（アルフィオ）
- 『道化師』（1953年、RCAビクター）レナート・チェリーニ指揮RCAビクター管弦楽団演奏：ビョルリング（カニオ）、ビクトリア・デ・ロス・アンヘレス（ネッダ）、レナード・ウォーレン（トニオ）、ロバート・メリル（シルヴィオ）
- 『マノン・レスコー』（1954年、RCAビクター）イオネル・ペルレア指揮ローマ歌劇場管弦楽団演奏：リチア・アルバネーゼ（マノン）、ビョルリング（デ・グリュー）、ロバート・メリル（レスコー）
- 『アイーダ』（1955年、RCAビクター）イオネル・ペルレア指揮ローマ歌劇場管弦楽団演奏：ジンカ・ミラノフ（アイーダ）、ビョルリング（ラダメス）、レナード・ウォーレン（アモナスロ）、フェドーラ・バルビエーリ（アムネリス）、ボリス・クリストフ（ランフィス）
- 『ラ・ボエーム』（1956年、RCAビクター）トーマス・ビーチャム指揮RCAビクター管弦楽団演奏：ビョルリング（ロドルフォ）、ビクトリア・デ・ロス・アンヘレス（ミミ）、ロバート・メリル（マルチェッロ）、ルシーン・アマーラ（英語版）（ムゼッタ）、ジョルジョ・トッツィ（英語版）（コッリーネ）
- 『リゴレット』（1956年、RCAビクター）イオネル・ペルレア指揮ローマ歌劇場管弦楽団演奏：ロバート・メリル（リゴレット）、ロバータ・ピータース（ジルダ）、ビョルリング（マントヴァ公爵）、ジョルジョ・トッツィ（スパラフチーレ）
- 『トスカ』（1957年、RCAビクター）エーリヒ・ラインスドルフ指揮ローマ歌劇場管弦楽団演奏：ジンカ・ミラノフ（トスカ）、ビョルリング（カヴァラドッシ）、レナード・ウォーレン（スカルピア）
- 『カヴァレリア・ルスティカーナ』（1957年、RCAビクター）アルベルト・エレーデ指揮フィレンツェ五月音楽祭管弦楽団演奏：ビョルリング（トゥリッドゥ）、レナータ・テバルディ（サントゥッツァ）、エットーレ・バスティアニーニ（アルフィオ）
- 『トゥーランドット』（1959年、RCAビクター）エーリヒ・ラインスドルフ指揮ローマ歌劇場管弦楽団演奏：ビルギット・ニルソン（トゥーランドット）、ビョルリング（カラフ）、レナータ・テバルディ（リュー）、ジョルジョ・トッツィ（ティムール）、マリオ・セレーニ（ピン）
- 『蝶々夫人』（1959年、HMV＝EMI）ガブリエーレ・サンティーニ指揮ローマ歌劇場管弦楽団演奏：ビクトリア・デ・ロス・アンヘレス（蝶々さん）、ビョルリング（ピンカートン）、マリオ・セレーニ（シャープレス）